# Lotta Falkenbäck
Charlotte "Lotta" Falkenbäck, född 22 maj 1959, är en svensk tidigare konståkare (aktiv fram till 1989), numera konståkningstränare och -kommentator i SVT. Hon är född i Södertälje men uppvuxen i Ängelholm och Helsingborg. 
Falkenbäck är trefaldig svensk (1985, 1986 och 1988) och nordisk (1985, 1986 och 1987) mästarinna och har tävlat i flera EM och VM samt i olympiska vinterspelen 1988 i Calgary, där hon kom på plats nummer 21. Hon är[när?] återigen tränare för sin hemmaklubb IFK Helsingborg Konståkning efter fyra år som huvudtränare för Leksand IF Konståkning. Hösten 2008 deltog Falkenbäck i TV4-programmet Stjärnor på is som partner och tränare till Torgny Mogren. Hon är gift med ishockeytränaren och före detta ishockeyspelaren Stefan Bergkvist.